# Арушанян, Эдуард Бениаминович
 Эдуа́рд Бениами́нович Арушаня́н (род. январь 1934, Владивосток) — доктор медицинских наук, специалист в области психофармакологии и нейрофизиологии.

## Биография
В 1936 году вместе с родителями переехал в Кисловодск, где окончил с медалью среднюю школу № 14.
Затем поступил в 1-й Ленинградский медицинский институт им. И. П. Павлова, который окончил с отличием.
Направлен на работу в г. Читу, где в течение 26 лет трудился в Читинском медицинском институте. Прошел путь от ассистента кафедры фармакологии до профессора, заведующего кафедрой.
В 1953 году занимался в студенческом научном кружке при кафедре фармакологии I Ленинградского медицинского института им. И. П. Павлова под руководством акад. В. В. Закусова.
В 1968 защитил докторскую диссертацию на тему изучения механизмов действия судорожных и противосудорожных веществ (консультант В. В. Закусов).
Начиная с 1970 г., после того, как он возглавил и по существу заново создал кафедру фармакологии в Читинском мединституте, был развернут большой комплекс исследований в виде единой научной программы «Физиология и фармакология базальных ганглиев головного мозга».
С 1983 года возглавил кафедру фармакологии Ставропольского медицинского института.

## Сфера научной деятельности
- Выяснение роли фактора времени в эффекте прежде всего психотропных средств, что позволило подойти к расшифровке антидепрессивных и противотревожных свойств препаратов разных классов.
- Впервые был поставлен вопрос об участии хронотропной мозговой железы эпифиза и его ведущего гормона мелатонина в фармакологическом эффекте.
- Разработка проблем нейро- и психофармакологии.
- Разработал единую научную программу «Физиология и фармакология базальных ганглиев головного мозг».
- Создал новое для отечественной фармакологической науки направление — хронофармакология.
- Впервые методом внутриклеточного отведения потенциалов от одиночных нейронов спинного мозга им было показано, что в основе специфического действия конвульсантов может лежать ослабление, а в антиконвульсивном эффекте, напротив, усиление центральных тормозных механизмов.
- Изучал роли структур головного мозга в действии лекарственных веществ. Полученные результаты использованы в современных руководствах по физиологии и учебнике фармакологии для вузов страны.

## Сочинения
Автор свыше 700 научных работ, из которых более 150 за рубежом, 25 монографий. Под его руководством защищено 29 кандидатских и 9 докторских диссертаций.
- Монографические руководства «Нейролептические средства» и «Психостимулирующие вещества».
- «Хвостатое ядро», из-во «Наука», 1976 г.
- «Нигростионигральная система», из-во «Наука», 1989 г.
- «Мозг и психическое здоровье» / Э. Б. Арушанян, 143 с. ил. 20 см, Ставрополь Кн. изд-во 1986
- «Биоритмы и мы» / Арушанян Э. Б., 92,[3] с. ил. 20 см, Ставрополь Кн. изд-во 1989
- «Нигрострионигральная система» / В. А. Отеллин, Э. Б. Арушанян ; АМН СССР, 270,[1] с. ил. 21 см, М. Медицина 1989
- «Основы хронофармакологии» : Учеб. пособие / Э. Б. Арушанян, В. А. Батурин ; Ставроп. гос. мед. ин-т, 83,[1] с. ил. 20 см, Ставрополь СГМИ 1989
- «Участие дорсального гиппокампка в противотревожном действии мелатонина и диазепама» / Э. Б. Арушанян, Э. В. Бейер // Экспериментальная и клиническая фармакология. — 1998. — Том 61,N 2. — ISSN 08692092.
- «Возможный вклад эпифизарно-адренокортикальных отношений в антидепрессивное действие имипрамина» / Э. Б. Арушанян, К. С. Эльбекьян, Э. В. Бейер // Бюллетень экспериментальной биологии и медицины. — 1998. — Том 125,N 6 . — С. 626—627. — ISSN 03659615.
- «Ритмоорганизующие структуры мозга и фармакологический эффект» / Э. Б. Арушанян // Вестник Российской Академии медицинских наук. — 2000. — N 8 . — С. 17-21.
- Монография «Хронофармакология», 2000.
- «Некоторые аспекты хронофармакологии сердечно-сосудистых средств» / Э. Б. Арушанян // Экспериментальная и клиническая фармакология : Двухмесячный научно-теоретический журнал. — 2000. — Том 63,N 6 . — С. 67-75. — ISSN 08692092.
- «Некоторые физиологические особенности и фармакология индивидуального восприятия времени» / Э. Б. Арушанян // Экспериментальная и клиническая фармакология : Двухмесячный научно-теоретический журнал. — 2000. — N 2 . — С. 3-8. — ISSN 08692092.
- «Хронобиологические особенности невротических расстройств и анксиолитического эффекта психотропных средств» / Э. Б. Арушанян // Российский психиатрический журнал : Научно-практический журнал. — 2000. — N 1 . — С. 26-32. — ISSN 1560-957X.
- «Влияние диазепама на метаболические и морфомеирические характеристики нейронов дорсального гиппокампа у нормальных и подвергнутых стрессу крыс» / Э. Б. Арушанян, Э. В. Бейер, Н. А. Локтев // Экспериментальная и клиническая фармакология : Двухмесячный научно-теоретический журнал. — 2000. — Том 63,N 5 . — С. 10-17. — ISSN 08692092.
- «Физиологические и фармакологические особенности эпифизарных нейропептидов» / Э. Б. Арушанян, Л. Г. Арушанян, И. А. Симонов // Экспериментальная и клиническая фармакология : Двухмесячный научно-теоретический журнал. — 2001. — Том 64,N 4 . — С. 73-79. — ISSN 08692092.
- Монография «Анксиолитические средства», 2001.
- «Психическая депрессия и гиппокамп» / Э. Б. Арушанян, Э. В. Бейер // Российский психиатрический журнал : Научно-практический журнал. — 2001. — N 1 . — С. 4-9. — ISSN 1560-957X.
- «Иммунотропные свойства эпифизарного мелатонина»/ Э. Б. Арушанян, Э. В. Бейер // Экспериментальная и клиническая фармакология : Двухмесячный научно-теоретический журнал. — 2002. — Том 65,N 5 . — С. 73-80. — ISSN 08692092.
- Монография «Антидепрессанты», 2002.
- «Нейрохимическая природа лекарственной психостимуляции: взгляд на проблему четверть века спустя» / Э. Б. Арушанян // Экспериментальная и клиническая фармакология : Двухмесячный научно-теоретический журнал. — 2003. — Том 66,N 2 . — С. 72-80. — ISSN 08692092.
- «Влияние кофеина на субъективное восприятие времени здоровыми в зависимости от различных факторов» / Э. Б. Арушанян, О. А. Байда, С. С. Мастягин и др. // Физиология человека. — , 2003. — Том 29,N 4 . — С. 49-53.
- «Факторы, влияющие на способность кофеина улучшать кратковременную память у человека» / Э. Б. Арушанян, О. А. Байда, С. С. Мастягин и др. // Экспериментальная и клиническая фармакология : Двухмесячный научно-теоретический журнал. — 2003. — Том 66,N 1 . — С. 17-19. — ISSN 08692092.
- Монография «Стимуляторы психических процессов», 2003).
- «Лечебные возможности мелатонина и его влияние на иммунологические показатели у больных экземой» / Э. Б. Арушанян, Дж. М. Аль-Абси, В. В. Чеботарев // Экспериментальная и клиническая фармакология : Двухмесячный научно-теоретический журнал. — 2003. — Том 66,N 3 . — С. 59-61. — ISSN 08692092.
- «Влияние элеутерококка на кратковременную память и зрительное восприятие здоровых людей.» / Э. Б. Арушанян, О. А. Байда, С. С. Мастягин и др. // Экспериментальная и клиническая фармакология : Двухмесячный научно-теоретический журнал. — 2003. — Том 66,N 5 . — С. 10-13. — ISSN 08692092.
- «Влияние анксиолитических средств на некоторые иммунологические показатели у стрессированных крыс» / Э. Б. Арушанян, М. В. Батурина, Э. В. Бейер, Е. М. Кузьмина // Экспериментальная и клиническая фармакология : Двухмесячный научно-теоретический журнал. — 2003. — Том 66,N 6 . — С. 45-47. — ISSN 08692092.
- «Роль суточного периодизма в действии психомоторных стимуляторов» / Э. Б. Арушанян // Экспериментальная и клиническая фармакология : Двухмесячный научно-теоретический журнал. — 2004. — Том 67,N 1 . — С. 54-60. — ISSN 08692092.
- «Особенности временной организации поведенческого ответа крыс на кофеин» / Э. Б. Арушанян, А. В. Попов // Экспериментальная и клиническая фармакология : двухмесячный научно-теоретический журнал. — 2005. — Том 68,N 1 . — С. 10-12. — ISSN 08692092.
- «Нетрадиционный подход к оценке механизма специфического действия ноотропных средств» / Э. Б. Арушанян // Экспериментальная и клиническая фармакология : двухмесячный научно-теоретический журнал. — 2005. — Том 68,N 2 . — С. 59-67. — ISSN 08692092.
- «Значение фактора времени для действия кофеина на вариабельность сердечного ритма здоровых людей» / О. А. Байда (Мастягина), С. С. Мастягин, Э. Б. Арушанян // Экспериментальная и клиническая фармакология : двухмесячный научно-теоретический журнал. — 2005. — Том 68,N 3 . — С. 20-22. — ISSN 08692092.
- «Гормон эпифиза мелатонин — новое ноотропное средство?» / Э. Б. Арушанян // Экспериментальная и клиническая фармакология : двухмесячный научно-теоретический журнал. — 2005. — Том 68,N 3 . — С. 74-79. — ISSN 08692092.
- «Хронобиологические особенности влияния тофизопама на вариабельность сердечного ритма у человека» / Э. Б. Арушанян, О. А. Байда (Мастягина), С. С. Мастягин, А. В. Попов // Экспериментальная и клиническая фармакология : двухмесячный научно-теоретический журнал. — 2005. — Том 68,N 4 . — С. 36-39. — ISSN 08692092.
- «Ноотропные средства овариальных эстрогенов» / Э. Б. Арушанян // Экспериментальная и клиническая фармакология : двухмесячный научно-теоретический журнал. — 2005. — Том 68,N 4 . — С. 63-69. — ISSN 08692092.
- «Гормон эпифиза мелатонин и его лечебные возможности» / Э. Б. Арушанян // Русский медицинский журнал. — 2005. — Том 13,N 26 . — С. 1755—1760. — ISSN 13824368.
- «Изменение вариабельности сердечного ритма у здоровых людей разного хронотипа под действием мелатонина» / (Мастягина) О. А. Байда, С. С. Мастягин, Э. Б. Арушанян, А. В. Попов // Экспериментальная и клиническая фармакология : двухмесячный научно-теоретический журнал. — 2005. — Том 68,N 5 . — С. 23-25. — ISSN 08692092.
- «Половые различия в субъективном восприятии времени и чувствительности людей к противотревожным средствам» / Э. Б. Арушанян, О. А. Мастягина, С. С. Мастягин, А. П. Попова // Физиология человека. — 2005. — Том 31,N 6 . — С. 126—130. — ISSN 01311646.
- «Хронобиологическая природа нарушений познавательной деятельности мозга» / Э. Б. Арушанян // Журнал неврологии и психиатрии им. С. С. Корсакова : Научно-практический рецензируемый журнал. — 2005. — Том 105,N 11 . — С. 73-78. — ISSN.
- «Тофизопам и мелатонин ослабляют перестройку ритма суточной подвижности крыс при инъекционном стрессе» / Э. Б. Арушанян, А. В. Попов // Экспериментальная и клиническая фармакология : двухмесячный научно-теоретический журнал. — 2006. — Том 69,N 2 . — С. 14-17. — ISSN 08692092.
- «Эпифизарный гормон мелатонин и нарушения познавательной деятельности головного мозга» / Э. Б. Арушанян // Русский медицинский журнал. — 2006. — N 9 . — С. 673—678. — ISSN 13824368.
- «Мелатонин и система крови» / Э. Б. Арушанян, Э. В. Бейер // Экспериментальная и клиническая фармакология : двухмесячный научно-теоретический журнал. — 2006. — Том 69,N 3 . — С. 74-79. — ISSN 08692092.
- «Особенности организации ритма циркадианной подвижности крыс после удаления эпифиза» / Э. Б. Арушанян, А. В. Попов // Журнал высшей нервной деятельности им. И. П. Павлова. — 2006. — N 3 . — С. 345—348.
- «Временная организация деятельности иммунной системы и участие в ней эпифиза» / Э. Б. Арушанян, Э. И. Бейер // Успехи физиологических наук. — 2006. — Том 37,N 2 . — С. 3-10. — ISSN 03011798.
- «Влияние мелатонина и настойки пустырника на эмоциональное состояние и зрительные функции у тревожных субъектов» / К. Б. Ованесов, И. М. Ованесова, Э. Б. Арушанян // Экспериментальная и клиническая фармакология : двухмесячный научно-теоретический журнал. — 2006. — Том 69,N 6 . — С. 17-19. — ISSN 08692092.
- «Современные проблемы гериатрической психофармакотерапии» / Э. Б. Арушанян // Экспериментальная и клиническая фармакология : двухмесячный научно-теоретический журнал. — 2006. — Том 69,N 6 . — С. 43-50. — ISSN 08692092.
- «Иммунотоксичность солей металлов и защитная роль эпифизарных факторов» / Э. Б. Арушанян, К. С. Эльбекьян // Биомедицинская химия : научно-практический журнал / НИИ биомедицинской химии РАМН (Москва). — 2006. — Том 52,N 6 . — С. 547—555. — ISSN 00428809.
- «Эпифазарный гормон мелатонин и неврологическая патология» / Э. Б. Арушанян // Русский медицинский журнал. — 2006. — Том 14,N 23 . — С. 1657—1663. — ISSN 13824368.
- «Значение хронотипических особенностей здоровых людей для вариативности сердечного ритма» / Э. Б. Арушанян, О. А. Байда, С. С. Мастягин, А. В. Попов // Физиология человека. — 2006. — Том 32,N 2 . — С. 80-83. — ISSN 01311646.
- «Гиппокамп и нарушения познавательной деятельности : обзор литературы» / Э. Б. Арушанян, Э. В. Бейер // Журнал неврологии и психиатрии им. С. С. Корсакова : научно-практический рецензируемый журнал. — 2007. — Том 107,N 7 . — С. 72-77. — ISSN 00444588 .
- «Половые различия в чувствительности к психотропным веществам : обзор литературы» / Э. Б. Арушанян // Экспериментальная и клиническая фармакология. — 2007. — Том 70,N 1 . — С. 63-71. — ISSN 08692092.
- «Эпифизэктомия ограничивает хронотропную активность анксиолитиков и усиливает эффект психостимуляторов» / Э. Б. Арушанян, А. В. Попов // Экспериментальная и клиническая фармакология. — 2007. — Том 70,N 3 . — С. 6-9. — ISSN 08692092.
- «Гиппокамп как возможная мишень для действия ноотропных средств» / Э. Б. Арушанян, Э. В. Бейер // Экспериментальная и клиническая фармакология. — 2007. — Том 70,N 4 . — С. 59-65. — ISSN 08692092.
- «Влияние кофеина на субъективное восприятие времени здоровыми в зависимости от различных факторов» / Э. Б. Арушанян, О. А. Байда, С. С. Мастягин и др. // Физиология человека. — , 2003. — Том 29,N 4 . — С. 49-53.
- «Факторы, влияющие на способность кофеина улучшать кратковременную память у человека» / Э. Б. Арушанян, О. А. Байда, С. С. Мастягин и др. // Экспериментальная и клиническая фармакология : Двухмесячный научно-теоретический журнал. — 2003. — Том 66,N 1 . — С. 17-19. — ISSN 08692092.
- Монография «Стимуляторы психических процессов», (2003).
- «Лечебные возможности мелатонина и его влияние на иммунологические показатели у больных экземой» / Э. Б. Арушанян, Дж. М. Аль-Абси, В. В. Чеботарев // Экспериментальная и клиническая фармакология : Двухмесячный научно-теоретический журнал. — 2003. — Том 66,N 3 . — С. 59-61. — ISSN 08692092.
- «Влияние элеутерококка на кратковременную память и зрительное восприятие здоровых людей.» / Э. Б. Арушанян, О. А. Байда, С. С. Мастягин и др. // Экспериментальная и клиническая фармакология : Двухмесячный научно-теоретический журнал. — 2003. — Том 66,N 5 . — С. 10-13. — ISSN 08692092.
- «Влияние анксиолитических средств на некоторые иммунологические показатели у стрессированных крыс» / Э. Б. Арушанян, М. В. Батурина, Э. В. Бейер, Е. М. Кузьмина // Экспериментальная и клиническая фармакология : Двухмесячный научно-теоретический журнал. — 2003. — Том 66,N 6 . — С. 45-47. — ISSN 08692092.
- «Роль суточного периодизма в действии психомоторных стимуляторов» / Э. Б. Арушанян // Экспериментальная и клиническая фармакология : Двухмесячный научно-теоретический журнал. — 2004. — Том 67,N 1 . — С. 54-60. — ISSN 08692092.
- «Особенности временной организации поведенческого ответа крыс на кофеин» / Э. Б. Арушанян, А. В. Попов // Экспериментальная и клиническая фармакология : двухмесячный научно-теоретический журнал. — 2005. — Том 68,N 1 . — С. 10-12. — ISSN 08692092.
- «Нетрадиционный подход к оценке механизма специфического действия ноотропных средств» / Э. Б. Арушанян // Экспериментальная и клиническая фармакология : двухмесячный научно-теоретический журнал. — 2005. — Том 68,N 2 . — С. 59-67. — ISSN 08692092.
- «Значение фактора времени для действия кофеина на вариабельность сердечного ритма здоровых людей» / О. А. Байда (Мастягина), С. С. Мастягин, Э. Б. Арушанян // Экспериментальная и клиническая фармакология : двухмесячный научно-теоретический журнал. — 2005. — Том 68,N 3 . — С. 20-22. — ISSN 08692092.
- «Гормон эпифиза мелатонин — новое ноотропное средство?» / Э. Б. Арушанян // Экспериментальная и клиническая фармакология : двухмесячный научно-теоретический журнал. — 2005. — Том 68,N 3 . — С. 74-79. — ISSN 08692092.
- «Хронобиологические особенности влияния тофизопама на вариабельность сердечного ритма у человека» / Э. Б. Арушанян, О. А. Байда (Мастягина), С. С. Мастягин, А. В. Попов // Экспериментальная и клиническая фармакология : двухмесячный научно-теоретический журнал. — 2005. — Том 68,N 4 . — С. 36-39. — ISSN 08692092.
- «Ноотропные средства овариальных эстрогенов» / Э. Б. Арушанян // Экспериментальная и клиническая фармакология : двухмесячный научно-теоретический журнал. — 2005. — Том 68,N 4 . — С. 63-69. — ISSN 08692092.
- «Гормон эпифиза мелатонин и его лечебные возможности» / Э. Б. Арушанян // Русский медицинский журнал. — 2005. — Том 13,N 26 . — С. 1755—1760. — ISSN 13824368.
- «Изменение вариабельности сердечного ритма у здоровых людей разного хронотипа под действием мелатонина» / (Мастягина) О. А. Байда, С. С. Мастягин, Э. Б. Арушанян, А. В. Попов // Экспериментальная и клиническая фармакология : двухмесячный научно-теоретический журнал. — 2005. — Том 68,N 5 . — С. 23-25. — ISSN 08692092.
- «Половые различия в субъективном восприятии времени и чувствительности людей к противотревожным средствам» / Э. Б. Арушанян, О. А. Мастягина, С. С. Мастягин, А. П. Попова // Физиология человека. — 2005. — Том 31,N 6 . — С. 126—130. — ISSN 01311646.
- «Хронобиологическая природа нарушений познавательной деятельности мозга» / Э. Б. Арушанян // Журнал неврологии и психиатрии им. С. С. Корсакова : Научно-практический рецензируемый журнал. — 2005. — Том 105,N 11 . — С. 73-78. — ISSN 00444588 .
- «Тофизопам и мелатонин ослабляют перестройку ритма суточной подвижности крыс при инъекционном стрессе» / Э. Б. Арушанян, А. В. Попов // Экспериментальная и клиническая фармакология : двухмесячный научно-теоретический журнал. — 2006. — Том 69,N 2 . — С. 14-17. — ISSN 08692092.
- «Эпифизарный гормон мелатонин и нарушения познавательной деятельности головного мозга» / Э. Б. Арушанян // Русский медицинский журнал. — 2006. — N 9 . — С. 673—678. — ISSN 13824368.
- «Мелатонин и система крови» / Э. Б. Арушанян, Э. В. Бейер // Экспериментальная и клиническая фармакология : двухмесячный научно-теоретический журнал. — 2006. — Том 69,N 3 . — С. 74-79. — ISSN 08692092.
- «Особенности организации ритма циркадианной подвижности крыс после удаления эпифиза» / Э. Б. Арушанян, А. В. Попов // Журнал высшей нервной деятельности им. И. П. Павлова. — 2006. — N 3 . — С. 345—348.
- «Временная организация деятельности иммунной системы и участие в ней эпифиза» / Э. Б. Арушанян, Э. И. Бейер // Успехи физиологических наук. — 2006. — Том 37,N 2 . — С. 3-10. — ISSN 03011798.
- «Влияние мелатонина и настойки пустырника на эмоциональное состояние и зрительные функции у тревожных субъектов» / К. Б. Ованесов, И. М. Ованесова, Э. Б. Арушанян // Экспериментальная и клиническая фармакология : двухмесячный научно-теоретический журнал. — 2006. — Том 69,N 6 . — С. 17-19. — ISSN 08692092.
- «Современные проблемы гериатрической психофармакотерапии» / Э. Б. Арушанян // Экспериментальная и клиническая фармакология : двухмесячный научно-теоретический журнал. — 2006. — Том 69,N 6 . — С. 43-50. — ISSN 08692092.
- «Иммунотоксичность солей металлов и защитная роль эпифизарных факторов» / Э. Б. Арушанян, К. С. Эльбекьян // Биомедицинская химия : научно-практический журнал / НИИ биомедицинской химии РАМН (Москва). — 2006. — Том 52,N 6 . — С. 547—555. — ISSN 00428809.
- «Эпифазарный гормон мелатонин и неврологическая патология» / Э. Б. Арушанян // Русский медицинский журнал. — 2006. — Том 14,N 23 . — С. 1657—1663. — ISSN 13824368.
- «Значение хронотипических особенностей здоровых людей для вариативности сердечного ритма» / Э. Б. Арушанян, О. А. Байда, С. С. Мастягин, А. В. Попов // Физиология человека. — 2006. — Том 32,N 2 . — С. 80-83. — ISSN 01311646.
- «Гиппокамп и нарушения познавательной деятельности : обзор литературы» / Э. Б. Арушанян, Э. В. Бейер // Журнал неврологии и психиатрии им. С. С. Корсакова : научно-практический рецензируемый журнал. — 2007. — Том 107,N 7 . — С. 72-77. — ISSN 00444588.
- «Половые различия в чувствительности к психотропным веществам : обзор литературы» / Э. Б. Арушанян // Экспериментальная и клиническая фармакология. — 2007. — Том 70,N 1 . — С. 63-71. — ISSN 08692092.
- «Эпифизэктомия ограничивает хронотропную активность анксиолитиков и усиливает эффект психостимуляторов» / Э. Б. Арушанян, А. В. Попов // Экспериментальная и клиническая фармакология. — 2007. — Том 70,N 3 . — С. 6-9. — ISSN 08692092.
- «Гиппокамп как возможная мишень для действия ноотропных средств» / Э. Б. Арушанян, Э. В. Бейер // Экспериментальная и клиническая фармакология. — 2007. — Том 70,N 4 . — С. 59-65. — ISSN 08692092.

## Достижения
- заслуженный деятель науки РФ (1993 г.)
- профессор
- доктор медицинских наук
- «Человек года» (Американский биографический институт, 1997-1998)
- действительный член Нью-Йоркской академии наук (1995)
- Почётный профессор Ставропольской медицинской академии (2008)

## Участие в форумах
Участник многих фармакологических форумов за рубежом:
- Сан-Франциско, 1972;
- Хельсинки, 1975;
- Париж, 1978;
- Лондон, 1990;
- Монреаль, 1994;
- Мюнхен, 1998 и др.

## Награды
- Медаль Н. П. Кравкова (АМН СССР в 1976 г.)
- Медаль имени И. П. Павлова (РАН в 1994 г.)
- Большая серебряная медаль «2000 выдающихся ученых XX столетия» (Международный биографический центр Кембридж, Англия, 1999 г.)
- Орден «Знак Почета»
- В феврале 2004 года ученым советом Ставропольской государственной медицинской академии выдвинут на соискание государственной премии РФ.
- В марте 2004 года ученым советом академии рекомендован к награде Орден Дружбы.